# Бурдала
Бурдала (фр. Bourdalat) насеље је и општина у југозападној Француској у региону Аквитанија, у департману Ланд која припада префектури Мон де Марсан.
По подацима из 2011. године у општини је живело 212 становника, а густина насељености је износила 14,98 становника/km². Општина се простире на површини од 14,15 km². Налази се на средњој надморској висини од 110 метара (максималној 135 m, а минималној 76 m).

## Демографија
| 1962. | 1968. | 1975. | 1982. | 1990. | 1999. | 2011. |
| ----- | ----- | ----- | ----- | ----- | ----- | ----- |
| 267   | 272   | 252   | 215   | 186   | 187   | 212   |

График промене броја становника у току последњих година